# Festimad
Festimad es un festival cultural de música alternativa que se celebró anualmente en la Comunidad de Madrid, España, desde 1994, generalmente el último fin de semana de mayo. Festimad incluía varios festivales culturales paralelos, tales como Performa, Graffiti, Universimad o Cinemad entre otros, aunque su relevancia se debía a su identidad como festival de música, siendo junto con el Festival Internacional de Benicàssim el macrofestival de música rock más veterano de España en 2007.
Con 14 ediciones y una marca de 40{{esd}000 asistentes entre ambas jornadas en algunas de sus ediciones, se ha situado a este festival como uno de los festivales de mayor repercusión en España. Aunque Festimad ha contado con distintos formatos a lo largo de su trayectoria, se ha caracterizado por ser un macrofestival que ha contado con la presencia de grupos de diversos géneros musicales de la talla de Metallica, Rammstein, Muse, System of a Down, Public Enemy, Nightwish, Lostprophets, Cypress Hill, Marilyn Manson, The Prodigy, Alice in Chains, Linkin Park o Pearl Jam, entre otros. No obstante, los grupos que han participado en Festimad no siempre han tenido renombre internacional, lo que obedece a las premisas impuestas por la organización para la gestión de Festimad consistentes en dar a conocer a los grupos locales. Algunos de los grupos que han participado en Festimad y que no eran conocidos en el momento de su participación son el El Club de los Poetas Violentos, dentro de los grupos nacionales, y Deftones, dentro de los grupos internacionales.

## Organizadores
Festimad ha sido gestionado desde su primera edición por CreAcción, una asociación cultural sin ánimo de lucro que actualmente es miembro del Consejo de Cultura de la Consejería de Cultura y Deportes de la Comunidad de Madrid, por lo que participa activamente en múltiples ámbitos culturales. 
Cuando CreAcción comienza a gestionar Festimad, lo hace con la idea de concebirlo como ajeno al sector público, estableciendo como premisas la independencia creativa y el distanciamiento del formato comercial. En este sentido, el objetivo de Festimad se perfila en sus primeros años como una reunión y muestra de la cultura alternativa existente en una época marcada por el salto generacional dejado por la movida ochentera y la incapacidad de despegue de una nueva cultura en los noventa. Así, se concibe este festival como una «enciclopedia de la cultura alternativa madrileña», por lo que lo prioritario no es traer a grupos de renombre internacional sino permitir que se conozca a los grupos locales.
En caso de que el festival generase beneficios, éstos deberían reinvertirse en los fines de la organización. Sin embargo, en 1997 los organizadores afirmaron que, pese a los ingresos, nunca se había percibido beneficio alguno hasta la fecha.

## Fecha de celebración
Festimad se celebra generalmente el último fin de semana de mayo para evitar una posible coincidencia de este festival con otros festivales internacionales de gran repercusión tales como el Rock in Rio, el Rock am Ring o el Download Festival, dado que tal coincidencia haría que estos festivales se llevaran previsiblemente a los grupos más relevantes en perjuicio de Festimad. De esta forma, poniendo Festimad un fin de semana antes que estos festivales, se fuerza a los grupos a comenzar su gira anticipadamente para poder pasar por España.

## Oferta musical y programación
En la oferta musical de Festimad suelen predominar grupos de hard rock y de metal, aunque en varias ediciones se ha dejado espacio para otros estilos tales como el hip hop o el pop rock.
La programación de los conciertos se reparte en dos jornadas y, los conciertos de cada jornada tienen lugar en alguno de los cuatro escenarios que normalmente se establecen. De estos cuatro escenarios, sólo dos son escenarios principales. Entre ellos se reparten los grupos de relevancia internacional, de forma que cuando un grupo toca en un escenario, en el otro escenario no se desarrollan actuaciones que se solapen con las del primero, sino que únicamente se permite que el grupo que deba actuar a continuación vaya realizando las pruebas de sonido previas con el fin de acelerar el proceso y evitar esperas. Los otros dos escenarios dan lugar a las actuaciones de grupos nacionales y principalmente madrileños, y a otros festivales paralelos a Festimad como Zona Freak o Festidanz.
Los horarios de los conciertos generalmente sigue el mismo esquema, es decir, las actuaciones comienzan a las 2 de la tarde con los ganadores del festival Concurso Rock, y continúan sin interrupciones durante aproximadamente 24 o 25 horas, siendo los cabezas de cartel los que tocan en último lugar. Una vez finalizados los conciertos de Festimad, tienen lugar las sesiones de DJs en Festidanz.

## Festival de Festivales
Además de la gestión del Festimad, CreAcción ha organizado otros festivales que tienen lugar dentro del recinto mismo del Festimad y en las mismas fechas, lo que lo ha convertido en un «festival de festivales».
Los festivales que integraron el Festimad en alguna de sus ediciones son el Festimad Mercado, Cinemad, Fotomad, Graffiti, Etnimad, Concurso Rock, Performa, Poética, Festidanz, Zona Freak y Universimad.

### Festimad Mercado
Festimad Mercado es un festival en el que se establecen diversas tiendas que ofrecen productos y servicios relacionados con el resto de actividades que tienen lugar en Festimad. Consta de 11 ediciones, que han tenido lugar de 1994 a 1999 y de 2001 a 2007.
- En las ediciones de 1994 y 1995 el Festimad Mercado se celebró en la Sala Revólver y el Círculo de Bellas Artes de Madrid.
- En las ediciones de 1996 a 1999 y de 2001 a 2004, se celebró en el parque El Soto de Móstoles.
- En la edición de 2005, Festimad Mercado se celebró en el parque La Cantueña de Fuenlabrada.
- Las ediciones de 2006 y 2007 se celebraron en Leganés, en La Cubierta y en el Estadio Butarque, respectivamente.[15]

### Cinemad
Cinemad es un festival de cine independiente y de culto que comenzó al mismo tiempo que Festimad, en 1994, como iniciativa de la Sala Revólver, y que cuenta ya con 13 ediciones hasta el año 2006. Se ha celebrado en varias salas de Madrid y en la FNAC.
Este festival cuenta con un Festival Internacional de Cortometrajes, cuya primera edición fue en 1999 y que ha acogido los inicios de personajes renombrados del cine español como Álex de la Iglesia,  Santiago Segura o Nacho Vigalondo, ganador este último del certamen de 2004 con su corto 7:35 de la mañana, que más tarde sería nominado a los premios Óscar. El Festival Internacional de Cortometrajes premia económicamente a los ganadores, además de permitirles exhibir sus obras en Cinemad.

### Fotomad
Fotomad es un festival en el que participan fotógrafos tanto profesionales como aficionados, todos ellos espectadores de Festimad, que plasman en imágenes los sucesos más relevantes que acontezcan en el festival. Una vez finalizada la edición correspondiente de Festimad los tres mejores trabajos fotográficos son premiados.
Este festival cuenta con 6 ediciones, la primera en 1994 y las siguientes en las ediciones de 2001 a 2006.

### Graffiti
Graffiti es un festival en el que se provee a los participantes de instalaciones para que efectúen grafitis de técnica y estilo libres acerca de un lema concreto, que varía para cada edición de Festimad. Generalmente los graffiteros que participan en este festival son españoles, y, aunque la organización ha manifestado en varias ocasiones su intención de traer a artistas internacionales, no ha sido posible.
Graffiti ha alcanzado especial relevancia en el año 2007 debido a la elaboración de un grafiti de 600 metros de largo por 1,5 de alto en el Estadio Butarque de Leganés, que batió un marca Guinness e inauguró la edición de Festimad del 2007. Los 20 graffiteros que participaron en este reto serían premiados, además de con su inclusión en el Libro Guinness de los Récords, con la entrada gratuita a la edición de ese año de Festimad Sur.

### Etnimad
Etnimad es un festival que comprende autores de música tradicional, folk, música étnica y world music en general. Este festival tuvo lugar en 1995 y en 1996 en varias salas de Madrid y en el Círculo de Bellas Artes.

### Concurso Rock
Concurso Rock viene desarrollándose desde 1996 hasta 2007, con la única excepción del año 2000. El concurso permite a las bandas elegidas por un jurado especializado actuar en Festimad junto a otros grupos de renombre internacional, además de premiarles con la publicación de una de sus canciones en el disco MadTaste, que es un recopilatorio con canciones de los grupos que han pasado por Festimad, y que cuenta con 4 volúmenes hasta 2007.
La intención de Festimad de dar a los grupos jóvenes la oportunidad de ser conocidos supuso que en la edición de Concurso Rock de 2007 se permitiese presentarse a grupos que ya tenían un disco en el mercado o contrato discográfico en vigor, dado que, según el punto de vista de los organizadores, esto no demostraba que tuvieran asegurado un futuro en el panorama musical.

### Performa
Performa es un certamen en el que los participantes desarrollan acciones de libre elección, tales como teatros de calle y otras actividades artísticas, en espacios públicos como plazas,  autobuses, estaciones, etc. Un jurado especializado elige a los ganadores, a los que se les premia económicamente, además de permitírseles efectuar su performance durante la edición correspondiente de Festimad.
Este festival cuenta con 6 ediciones, que se han desarrollado durante los años 2001 a 2006.

### Poética
Poética es un festival en el que personas aficionadas a la poesía recitan sus poemas acompañándose de música alternativa, generalmente rock o música electrónica. Poética se configura así como exponente de la poesía marginal madrileña, convirtiéndose para muchos en una cita de culto.
Este festival ha tenido únicamente 2 ediciones, una en 1995 en el San Juan Evangelista y otra en 1996 en el Círculo de Bellas Artes de Madrid.

### Festidanz
Festidanz es un festival que se desarrolla en las mismas fechas y en el mismo recinto que Festimad, aproximadamente desde que acaban los conciertos de Festimad, a las 2 de la mañana, hasta las 7 de la mañana. Cuenta con 6 ediciones, siendo la primera en el año 2002 y la última en el año 2007.
Este festival tiene lugar en 2 escenarios:
- Festidanz Carpa: Se desarrolla en la carpa, que acoge previamente a la mayoría de grupos nacionales que acuden a Festimad. Los estilos musicales predominantes en Festidanz Carpa son el house y el techno.
- Festidanz Boxes: Este escenario está exclusivamente dedicado a Festidanz, y permite escuchar estilos musicales como el tech house y el freestyle.[13]

Dado que la oferta musical de Festidanz difiere en gran manera de la de Festimad, se permite que las personas interesadas en acudir a Festidanz puedan comprar entradas para este festival en particular, siendo éstas independientes de las entradas de un único día o de los abonos que facilitan la entrada a Festimad.

### Zona Freak
El festival Zona Freak se introdujo por primera y única vez en Festimad 2002, desarrollándose de 6 de la tarde a 12 de la noche en la Carpa, que a partir de medianoche acogería Festidanz.
A pesar de haber sido concebido por los organizadores como un festival "más divertido" y que contemplaba una mayor variedad en su oferta musical, Zona Freak suscitó escasa atención por parte del público, que acudió en mayor medida a los conciertos de los escenarios principales, motivo por el que fue retirado.

### Universimad
Universimad es una propuesta desarrollada paralelamente a Festimad que cuenta con 4 ediciones hasta la fecha (2004-2007), y que se celebra el 15 de mayo dentro de la programación de las fiestas de San Isidro, lo que ha implicado que también reciba el nombre de Universimad San Isidro.
Este festival pretende ampliar la oferta musical de Festimad ofreciendo una serie de conciertos que tienen lugar de 12 de la mañana a 12 de la noche en el Paraninfo de la Universidad Complutense de Madrid, siendo el acceso gratuito y mediante invitación.
Además, Universimad acoge desde su segunda edición los Premios Rock Villa de Madrid, que cuentan con 29 ediciones hasta 2007, de forma que a los ganadores de dicho trofeo se les premia con tocar en el recinto de Universimad junto a otros grupos ya reconocidos.

## Ediciones
Festimad ha pasado por diversas ediciones a lo largo de su historia. Estas no siempre han tenido el mismo formato, lo que permite diferenciarlas según el mismo:
- Festimad Salas: Reciben este nombre las ediciones correspondientes a 1994 y 1995, debido a que todas se efectuaron en diversas salas madrileñas.
- Festimad Móstoles: Se denominan así las ediciones de 1996 a 1999 y de 2001 a 2004, que se celebraron en el parque El Soto de Móstoles, y la edición de 2000, que tuvo lugar en la plaza de toros de Móstoles.
- Festimad Sur: Pertenecen a esta denominación las ediciones de 2005, 2006 y 2007, que se celebraron en el parque La Cantueña de Fuenlabrada, la Cubierta de Leganés y el Estadio Butarque de Leganés, respectivamente.[15]

### Festimad Salas

#### I Edición, 1994
La primera edición de Festimad se desarrolló bajo el nombre de Festival Independiente de Madrid y tuvo lugar en la Sala Revólver. La fecha de celebración no fue en el mes de mayo, como sería en ediciones posteriores, sino en otoño, más concretamente del 7 al 13 de noviembre. Esta primera edición contó con la celebración de más de 100 conciertos.

#### II Edición, 1995
En esta segunda edición el festival adopta el nombre definitivo de Festimad y se celebra desde el 26 de abril hasta el 7 de mayo. Festimad 1995 aumenta este año su número de actividades, llegando a ofrecer más de 300 conciertos.

### Festimad Móstoles

#### III Edición, 1996
Festimad 1996 fue la primera edición de una nueva etapa marcada por los macroconciertos en un entorno diferente a las salas en que se habían celebrado las ediciones anteriores. Esta edición se desarrolló en el parque El Soto de Móstoles los días 3 y 4 de mayo de 1996, y acogió a unas 25.000 personas.
La programación fue bastante variada, incluyendo tanto grupos de rock de la talla de Rage Against The Machine, Smashing Pumpkins o The Jesus And mary Chain como bandas de otros géneros musicales, destacando por primera vez la inclusión de un grupo de rap. En este sentido participaron Cypress Hill y el grupo madrileño El Club de los Poetas Violentos.
Rancid y los también madrileños Psiliconflesh añadían la nota Punk a uno de los festivales más completos que se recuerdan en la ciudad.

Esta fue la primera edición que adoptó el formato de programación de conciertos por el cual éstos empezaban a las 2 de la tarde y se desarrollaban durante aproximadamente 25 horas.
Una actividad pionera en esta edición fue la creación de una moneda especial, el Mad, que podía obtenerse cambiando las pesetas en unas cabinas portátiles a modo de bancos, y que era la única moneda que se aceptaba en el recinto.

#### IV Edición, 1997
La edición de 1997 se celebró los días 2 y 3 de mayo, y el número de espectadores que acudieron fue similar al del año anterior. 
La programación se repartió en 4 escenarios, uno de ellos dedicado exclusivamente al hip hop. Este escenario fue una de las novedades más relevantes de esta edición, aunque tanto organizadores como músicos criticaron las instalaciones del mismo y dichas disputas causaron conflictos entre ellos.
Las únicas críticas a esta edición fueron aquellas relacionadas con el precio de las bebidas y con la escasez de diversas infraestructuras básicas tales como cubos de basura, entre otras.

#### V Edición, 1998
Esta edición se celebró los días 1 y 2 de mayo de 1998, y se caracterizó por una amplísima oferta que hacía prácticamente imposible acudir a todos los conciertos programados. La intensa lluvia que cayó durante el fin de semana del festival hizo difícil el acceso tanto a la zona de acampada como a la zona de conciertos, a lo que se sumó la caída de los cabezas de cartel Fabulosos Cadillacs, Junkie XL y Smash Mouth. Todo esto, además de un cartel con grupos de menor relevancia que en ediciones anteriores, supuso que las expectativas de la organización sobre la asistencia no se vieran cumplidas y que el número de espectadores bajara a 16.000.

#### VI Edición, 1999
Festimad 1999 tenía como cabeza de cartel y principal reclamo a Metallica, por lo que, dado que el grupo no podía actuar en España en mayo, Festimad tuvo lugar los días 15 y 16 de julio. Esto implicó un cambio importante debido a la lógica subida de las temperaturas en el mes de julio con respecto al mes de mayo. Para paliar el calor, se instalaron "zonas líquidas", aunque las altas temperaturas no dejaron de hacerse notar.
El hecho de que la organización trajera a un grupo de renombre internacional como Metallica supuso otros muchos cambios. En primer lugar, en esta edición no hubo ningún cabeza de cartel nacional, lo que hizo que el público se plantease el cumplimiento de las premisas que desde el principio se establecieron para guiar la gestión de Festimad respecto a la promoción de grupos locales. Además, la oferta musical fue claramente más restrictiva, estando caracterizada por grupos generalmente de hard rock y no dejando lugar a otros géneros musicales. Por último, conseguir que Metallica tocara en Festimad hizo que gran parte del público fuera únicamente a su concierto, quedándose los otros grupos sin espectadores a la hora de sus actuaciones. No obstante, de no haber sido por la presencia de Metallica, es probable que la venta de entradas y la asistencia de espectadores al festival hubiera sido mucho menor. Además, el espectáculo que dio Metallica superó las expectativas dado que el día anterior habían tenido que cancelar su concierto en Gijón, por lo que, al término de la duración prevista de su concierto, se negaron a finalizarlo y lo extendieron media hora más.

#### VII Edición, 2000
Aunque varias fuentes consideran esta edición inexistente, lo cierto es que Festimad 2000 llegó a efectuarse, aunque con un formato totalmente distinto y muy reducido con respecto a años anteriores.
Esta edición se ciñó a la Pink Punk Party, que tuvo lugar los días 5 y 6 de mayo en el Círculo de Bellas Artes de Madrid y cuya oferta musical se reducía a la música punk y al garage. Además de esta fiesta, se celebró un concierto el día 6 de septiembre de 2000 en la plaza de toros de Móstoles, ante un aforo de tan sólo 5.000 espectadores, que contaba con la presencia de grupos nacionales e internacionales, y, aunque estos últimos no eran excesivamente conocidos en su momento, algunos, como Deftones, alcanzaron una gran fama posteriormente.
Tras este traslado de emergencia de Festimad a la plaza de toros de Móstoles, que volvería a efectuarse en 2006 debido a los disturbios ocasionados en la edición de 2005, aunque a un emplazamiento distinto, Festimad salió reforzado.

#### VIII Edición, 2001
La octava edición se celebró los días 18 y 19 de mayo de 2001, y acudieron 35.000 personas aproximadamente entre las dos jornadas. La oferta musical de esta edición seguía estando bastante restringida al hard rock y al metal imperantes desde la edición de 1999, pero se permitió un espacio para el pop rock, que permitió atraer a un público más amplio.
El principal reclamo de Festimad 2001 fue el grupo Limp Bizkit, en lo que hubiera sido su primera actuación en España. Aunque no hay comunicados oficiales de la organización, el hecho de que se impidiera entrar al público en el recinto del escenario Festimad y de que no tocara grupo alguno en dicho escenario hizo deducir que Limp Bizkit habían exigido ser los únicos en tocar allí. Esto implicó que la programación de conciertos no pudo repartirse entre los dos escenarios principales, como venía haciéndose en ediciones anteriores, de forma que cada grupo debió esperar a que quien tocaba antes que él terminase su concierto para poder hacer las pruebas de sonido, con el lógico retraso que todo ocasionó. Además, momentos antes de su actuación, Limp Bizkit anunció a la organización que no tocarían por motivos de seguridad relacionados con la distancia de la valla que separaba al público del escenario. Tras esto, se permitió tocar en el escenario Festimad a Guano Apes mientras los organizadores decidían qué medidas tomar a la hora de comunicar a los espectadores la caída de cartel de los californianos. Este fue motivo suficiente de sospecha para el público, que, al recibir la noticia, la consideró del todo ilógica por existir informes periciales que aseguraban la seguridad del recinto y porque el día anterior había tocado Slipknot sin incidente alguno, a pesar de tener un público previsiblemente violento.
La organización, frente a la suspensión del concierto de Limp Bizkit, propuso dos soluciones:
- En primer lugar, se informó al público de la posibilidad de canjear las pulseras que permitían la entrada al recinto de Festimad 2001 el 19 de mayo, día previsto para la actuación del grupo, por unos vales descuento que rebajarían el precio de la entrada para Festimad 2002 en unos 12 euros.
- En segundo lugar, se consiguió que Biohazard, que ya había tocado el día anterior como cabezas de cartel, lo hiciera de nuevo en sustitución de Limp Bizkit.[43]

Con ambas medidas se compensó a los asistentes al festival, que "mostraron un comportamiento ejemplar" ante la cancelación de la banda californiana.

#### IX Edición, 2002
Festimad 2002 tuvo lugar los días 24 y 25 de mayo, y se caracterizó por contar con novedades musicales importantes, entre las que se encontraban las actuaciones de Jamiroquai y Faithless, que abrían el horizonte musical de Festimad a la música funk y dance.
Esta edición también contó con cancelaciones. Alien Ant Farm, que estaban ya confirmados en la programación de Festimad, suspendieron su actuación debido a verse implicados en un accidente de tráfico en la carretera de Extremadura, en el que ningún miembro del grupo sufrió daño alguno, pero el conductor del vehículo murió y el cantante y el bajista continuaban en ese momento en observación en el hospital. La organización de Festimad decidió que fueran Sôber quienes sustituyeran a la banda californiana.
Los organizadores de Festimad utilizaron la rueda de prensa de presentación de esta edición para denunciar la falta de apoyo que recibían por parte del sector público y que les había llevado en el año 2000 a realizar Festimad en condiciones de ínfima calidad para un macrofestival, además de contar con otros inconvenientes en la realización del resto de ediciones. Sin embargo, una de las premisas de las que la organización partía era realizar un festival independiente del sector público en la medida de lo posible.
El número de asistentes al evento ascendió este año a unos 17.000 por jornada, unos 34.000 en total. La organización de Festimad manifestó su satisfacción tanto por la afluencia de público como por el control que pudo establecerse en esta edición para evitar que personas sin entrada pudiesen acceder al recinto. Los datos confirmaron que el 99% del público de Festimad estaba allí de forma legal, al contrario que en años anteriores, en los que el número de personas que accedieron sin entrada era de aproximadamente 5.000.

#### X Edición, 2003
La décima edición de Festimad se desarrolló los días 30 y 31 de mayo, y se caracterizó por una apuesta musical más metalera y gótica que en años anteriores. Aproximadamente unas 38.000 personas acudieron a Festimad en las dos jornadas en que tuvo lugar.
El principal reclamo fue sin duda Marilyn Manson, cabeza de cartel del día 30 de mayo, que hizo esperar al público aproximadamente media hora antes de comenzar su concierto y que fue la causa de la venta de las cerca de 20.000 entradas de la primera jornada de Festimad.
El día 31 los cabezas de cartel fueron Audioslave, que tuvieron problemas con el equipo de amplificadores y con las conexiones a una de las pantallas del escenario, por lo que la potencia de su actuación se vio seriamente mermada, constituyendo esta la principal crítica que el público expuso a la organización de Festimad en esta edición.
Otras novedades de esta jornada fueron la presencia del grupo Public Enemy, que supuso el retorno a Festimad de la música rap que había faltado en ediciones anteriores, en el que también participó el grupo nacional SFDK con la colaboración de Putolargo, y el espectáculo que ofrecieron Asian Dub Foundation, un grupo de dub que mezcla ritmos de drum and bass con melodías tradicionales de la India y letras de rap.

#### XI Edición, 2004
Festimad 2004, programado para los días 28 y 29 de mayo, sería la última edición del festival que se realizaría en el parque El Soto de Móstoles, y se vio afectada por un descenso del número de espectadores, alrededor de unas 20.000 personas asistieron entre las 2 jornadas.
El día 28 tenía varios cabezas de cartel de renombre internacional como Patti Smith, Jet y Ben Harper, cuyas actuaciones obedecían a la intención de la organización de apostar esta jornada por una mezcla entre rock clásico y rock de los grupos más jóvenes. No obstante, ese día contó también con representantes de otros géneros musicales, tales como Violadores del Verso, siguiendo la línea de incluir grupos de hip hop que estableció la edición anterior. La jornada del día 29 ofreció con respecto al día anterior una programación que abogaba más por el metal, teniendo como grupos principales a Pixies y a Korn.
Esta edición contó con una novedad: Las Oficinas de Vasos Perdidos. Con esta iniciativa se pretendía que el público recogiera vasos para minimizar los residuos que a causa del festival se dejan en el parque El Soto, con el objetivo de dejarlo en las mejores condiciones posibles. Sin embargo, este impacto negativo sobre el parque, unido a la inexistencia de las infraestructuras necesarias en El Soto para afrontar la asistencia masiva de espectadores, como transporte público, y la falta de apoyo institucional, implicó finalmente que Festimad tuviera que trasladarse a otro entorno con la intención de que contara con mejores condiciones.

### Festimad Sur

#### XII Edición, 2005
La primera edición de Festimad Sur se celebró los días 28 y 29 de mayo en el parque industrial La Cantueña, en Fuenlabrada, y contó con unos 45.000 asistentes entre las 2 jornadas. Esta edición se considera la más problemática y polémica de toda la historia de Festimad debido a los incidentes ocurridos durante la segunda jornada y a la falta de idoneidad del parque en general.
Aunque el parque cumplía el requisito de alejamiento de las zonas urbanas con el objetivo de minimizar el impacto negativo del festival sobre las mismas, La Cantueña entrañó distintas dificultades. La entrada al recinto era complicada, con un escaso transporte público con conexiones al parque industrial, además de pocos lugares de aparcamiento para los que asistían en vehículo propio. Sin embargo, el principal motivo de queja fue el parque, que, al ser industrial, contaba con escasa vegetación, lo cual se convirtió en un factor de descontento importante debido a las altas temperaturas que se experimentaron durante las dos jornadas y sobre todo a la gran cantidad de polvo que obligó a muchos a utilizar mascarillas o a ponerse pañuelos en la cara y resultó especialmente pernicioso para los espectadores con asma u otros problemas respiratorios. Estos inconvenientes han llevado a llamar a La Cantueña un "campo de refugiados lleno de trashumantes" e incluso "campo de concentración".
Los problemas continuaron la segunda jornada, cuando además del polvo y las altas temperaturas se produjo a las 21:30 la rotura de un foco en uno de los dos escenarios principales, concretamente en el escenario Heineken, cuya carpa se desprendió parcialmente de su anclaje y se movía peligrosamente a causa del viento. Esto supuso que se suspendiera la actuación del grupo que estaba tocando en esos momentos, Fu Manchu, por motivos de seguridad. Durante las horas siguientes ningún grupo ocupó ninguno de los escenarios principales. El público criticaba la actuación de la organización, que no le informaba si los conciertos se suspendían, se retrasaban, o iban a dar comienzo de un momento a otro. Más tarde un miembro de la organización anunció al público que existía una avería y que estaba siendo subsanada, por lo que pronto se reanudarían los conciertos. Finalmente, a las 2 de la mañana y tras más de 4 horas de espera, Incubus salieron al escenario, y tras su actuación le tocó el turno a System of a Down y a The Prodigy, tal y como se había establecido.
Los incidentes que ocurrieron durante las 4 horas de espera alcanzaron difusión por todo tipo de medios de comunicación, por considerarse actos de "puro vandalismo" que "en ningún caso son admisibles". Estos actos fueron, concretamente, el apedreo de uno de los automóviles con los que Toyota patrocinaba su nuevo modelo y la caída del otro de su expositor, llegándose este último incluso a quemar por completo, y la destrucción de una caseta expendedora de vales y de varios bares, que además fueron saqueados por los asistentes.
La organización de Festimad, en un comunicado posterior a la celebración del mismo, pidió disculpas por las dificultades de esta edición y prometió trabajar para mejorar ediciones futuras. Agradeció el comportamiento de la gran mayoría de los asistentes y calificó de "inadmisibles" las actuaciones de los asistentes que dieron lugar a los incidentes.

#### XIII Edición, 2006
Festimad 2006 se celebró los días 27 y 28 de mayo en la Cubierta de Leganés. El cambio de emplazamiento con respecto al año anterior, así como toda una serie de cambios en la organización y gestión de Festimad, se debieron a los graves incidentes de la edición de 2005. El número de asistentes se situó este año en 20.000 personas entre ambas jornadas.
Entre los cambios a destacar de esta edición se encuentra el nuevo formato adoptado por Festimad. El único escenario disponible en La Cubierta impidió realizar el mismo número de conciertos que anteriormente, además de que cada grupo debió esperar a que el anterior terminara su actuación para efectuar las pruebas de sonido y transportar su equipo al escenario, lo que supuso esperas importantes para el público. Hay que añadir a esto que, debido al cambio de formato, Festimad 2006 no contó con espacio de acampada.
Otro cambio relevante fue la forma de adquisición de las entradas, que en esta edición tenían la forma de invitaciones gratuitas, repartiéndose aproximadamente unas 10.000 unidades cada jornada, y que se podían obtener de tres formas:
- Un cierto cupo de invitaciones las repartieron los ayuntamientos madrileños por las localidades de la provincia.
- Otro cupo se repartió mediante sorteo en medios de comunicación e instituciones colaboradoras.
- Unas 5.000 invitaciones se podían obtener mediante sorteo entre todos los mensajes de texto que enviaran por móvil los que querían asistir al festival. Se otorgaron dos entradas a cada número de móvil que resultó ganador en el sorteo.

Las invitaciones fueron personalizadas y por tanto intransferibles. Se calcula que, debido a la falta de aforo, aproximadamente 20.000 personas se quedaron sin invitaciones.
Por último, en 2006 la organización decidió cerrar el foro que se encontraba en la página web oficial de Festimad. Las causas eran que este cogió una inercia difícil de romper, pues pasó de ser considerado un vehículo de participación y opinión a un mecanismo de desinformación, dado que los foreros consideraban que lo que allí se decía era oficial cuando, en la mayoría de los casos, eran simples rumores. La organización, ante este giro, decidió cerrarlo antes que censurarlo. Actualmente el foro sigue existiendo aunque totalmente desligado de la página web oficial de Festimad.
A pesar de todos los cambios y de la evidente reducción de formato, Festimad 2006 ha sido considerado como uno de los más completos en cuanto a programación, contando tanto con grupos nacionales como Virgen y Zoo como con otras bandas de renombre internacional como Alice in Chains, Tool o Deftones.

#### XIV Edición, 2007
Festimad se celebró el año 2007 en el Estadio Butarque de Leganés, con lo que volvió a un espacio al aire libre, al contrario que en la edición anterior, aunque siguió sin haber zona de acampada por no poder establecerse una en condiciones de calidad y salubridad. El número de asistentes ascendió este año a unos 30.000 entre ambas jornadas, acudiendo 10.000 el primer día y 20.000 el segundo, jornada en que actuaba Pearl Jam, verdadero reclamo del festival.
Las fechas de celebración de esta edición de Festimad, el 7 y 8 de junio, no coincidieron con las habituales, es decir, el último fin de semana de mayo. Esto se debió a que este año se celebraban elecciones y, para evitar la coincidencia del festival con las mismas, se atrasó un fin de semana. El retraso supuso que Festimad coincidiera con el Download Festival y el Rock in Rio, entre otros, lo que implicó algunos problemas a la hora de fijar el cartel y la programación de los conciertos, dado que muchos de los grupos que actuaban en Festimad lo harían también en alguno de estos dos festivales.
La imposibilidad de montar más de un escenario en el Estadio Butarque limitó también este año el número de conciertos diarios que pudieron darse, además de originar horas muertas, que la organización pretendió paliar con la gran variedad de festivales paralelos que se celebraron en torno a Festimad. Así, este año el número de conciertos diarios fue de 7, frente a los 120 que se habían llegado a organizar en ediciones anteriores que contaban con varios escenarios para los distintos grupos invitados.
Los organizadores de Festimad afirman que es su intención volver al antiguo formato de macroconciertos, y definen el formato actual como "frustrante", siendo su prioridad principal buscar un sitio adecuado donde poder celebrar Festimad como macrofestival.

#### XV Edición, 2008
La edición de Festimad 2008 estaba prevista para los días 30 y 31 de mayo. Siguiendo la ideología implantada por CreAcción desde las primeras ediciones de este festival, se fomentaba la participación de artistas noveles, para lo cual se pusieron en marcha desde el 21 de noviembre de 2007 las correspondientes ediciones de Fotomad, Cinemad y MadTaste.
El alcalde de Leganés ofreció a la organización el estadio de Butarque como lugar de celebración de esta decimoquinta edición. Esto supondría que se repitiera el emplazamiento de la edición anterior y que probablemente se careciera asimismo de zona de acampada. No obstante, la organización barajó ofertas de otros ayuntamientos del sur de Madrid.
Las noticias acerca de la celebración de un nuevo festival, el denominado Electric Weekend, en las mismas fechas que Festimad Sur 2008 y en la misma zona geográfica que este, en particular en el auditorio John Lennon de Getafe, llevó a la organización a emitir un comunicado afirmando que el ayuntamiento de Getafe les confirmó a fecha 3 de enero de 2008 lo que ya había concertado con ellos verbalmente, a saber, la posibilidad de utilizar un espacio dentro de su término municipal para la celebración del festival "como único evento de rock y pop en ese mismo fin de semana". Además, afirmaban desconocer que el Electric Weekend se fuera a celebrar en esas fechas y ese lugar, y argumentaron que el ayuntamiento de Getafe no les había comunicado nada al respecto.
A pesar de esto, el Electric Weekend confirmó como cabezas de cartel a Rage Against the Machine y Metallica, que, según el propio comunicado de CreAcción, era "la misma programación prevista para Festimad Sur 2008".
Debido a esta inconveniencia, Festimad Sur decidió cambiar sus fechas, pasando a celebrarse los días 6 y 7 de junio para no coincidir con la celebración del Electric Weekend. Además, el recinto en el que se llevaría a cabo sería [la Cubierta] de Leganés, tal y como ocurrió en la edición de 2006. Poco después de confirmarse las nuevas fechas, la organización del evento confirmó la participación de la banda californiana Linkin Park, que tocaría el 7 de junio, cuyos fanes fueron avisados a través del club de fanes Linkin Park Underground, y Emir Kusturica & The No Smoking Orchestra quienes tocarían el día 6 de junio. Posteriormente se anunciaron nombres como Lost Prophets, The Blackout, El Chojin entre otros.